# 飒美
飒美株式会社，是日本一家波子機和电子游戏软件公司，前身原先為里見株式會社的娛樂器械製造、銷售部門，1975年獨立為飒美工业株式会社，並於1997年更為現名。與世嘉於2004年合併為世嘉飒美控股，转为其全资子公司，並將其大部分电子游戏业务转移至世嘉旗下。

## 歷史
颯美原為日本里見株式會社的娛樂器械製造、銷售部門，於1975年獨立為颯美工业株式会社（Sammy Industry Co., Ltd.）。
1978年，颯美新增電子遊戲業務，並於東京板橋區建設工廠，以因應興起的電子遊戲熱潮。1981年，加入日本電動式遊技機工業協同組合。1982年，開始生產柏青哥，首款產品為彈珠機「帝國」。
1988年，于美國加州成立美國分公司。
1989年，公司遷至埼玉縣狹山市。發行單一獎金集中式彈珠機「阿拉丁」。
1990年，於名古屋成立日本軟體科技株式会社（Japan Soft Technology Co.,Ltd.），專責電子遊戲軟體的開發。
1992年，美國分公司遷至伊利諾斯。
1993年，發行超級任天堂遊戲「練習彈珠機必勝法！」。
1995年，開始生產柏青哥。同年，柏青哥「CR淘金熱2」發售。
1997年，更名為颯美株式会社。
1998年，成立颯美娛樂服務株式会社（Sammy Amusement Service Co., Ltd.），開始街機業務。
2001年，遊戲線上服務「A-1 League」開始營運。
2002年，為彈珠機開發3D顯示功能。
2003年起，颯美開始與當時連年虧損的電子遊戲公司世嘉洽談合併事宜。由於當時兩社缺乏共識，加上受到競業南夢宮阻礙，協議無疾而終。
2003年11月，颯美斥資432億日元，收購原本由CSK集團所持有的股份，成為世嘉最大的股東，並在記者會中宣布將與世嘉合併為世嘉飒美控股，新社長由原颯美之社長里見治擔任。
2004年10月1日，兩公司正式合併，颯美與世嘉轉為該控股公司下的完全子公司，同時將颯美的街機與電子遊戲業務轉移至世嘉旗下。